# Bahnhofskopf
Ein Bahnhofskopf oder Bahnhofkopf ist der Bereich in einem Bahnhof zwischen den Ausfahrsignalen und den Einfahrsignalen der Gegenrichtung. In diesem befinden sich in der Regel die Weichen, Kreuzungen und Kreuzungsweichen.

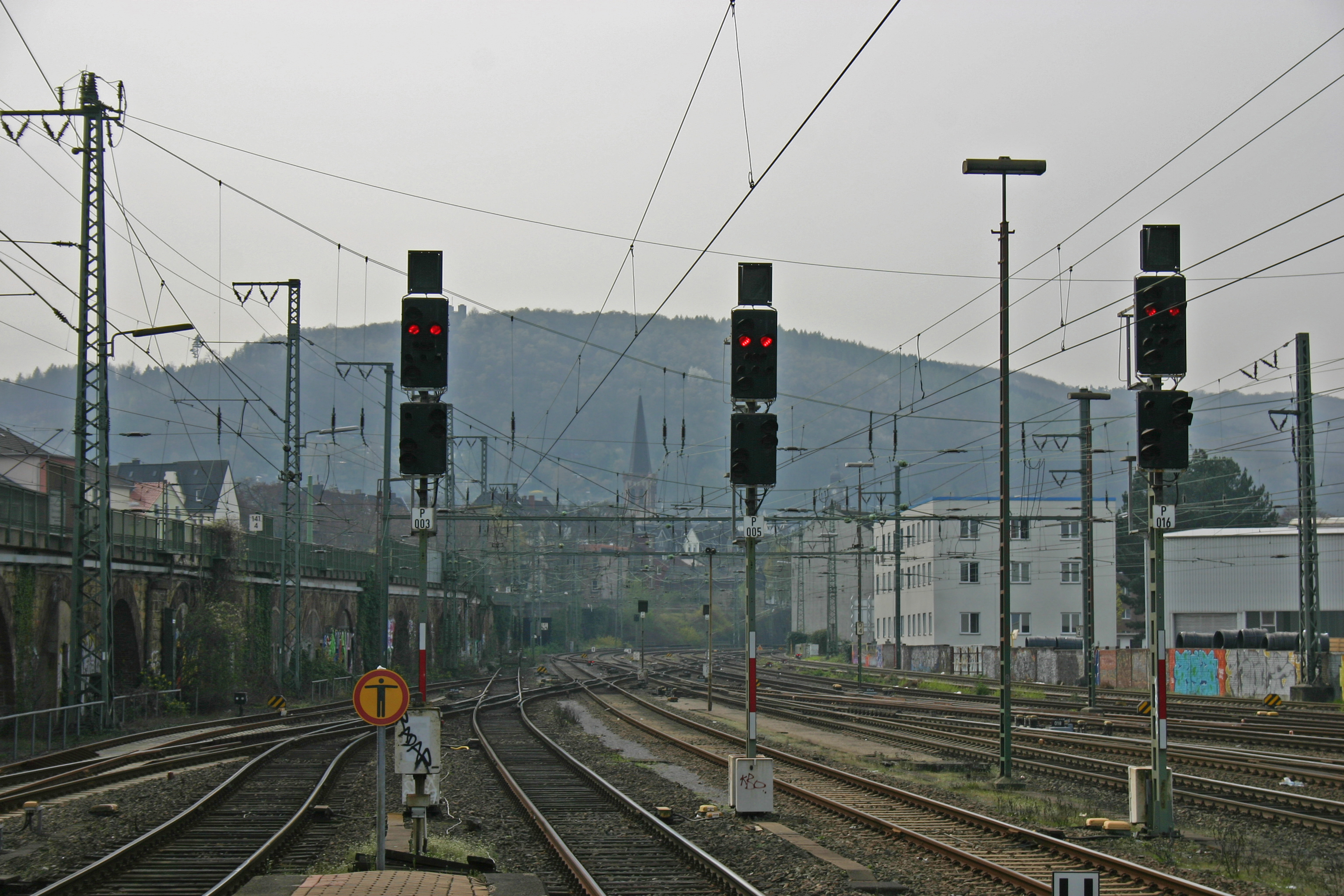
Südlicher Bahnhofskopf Hagen Hauptbahnhof
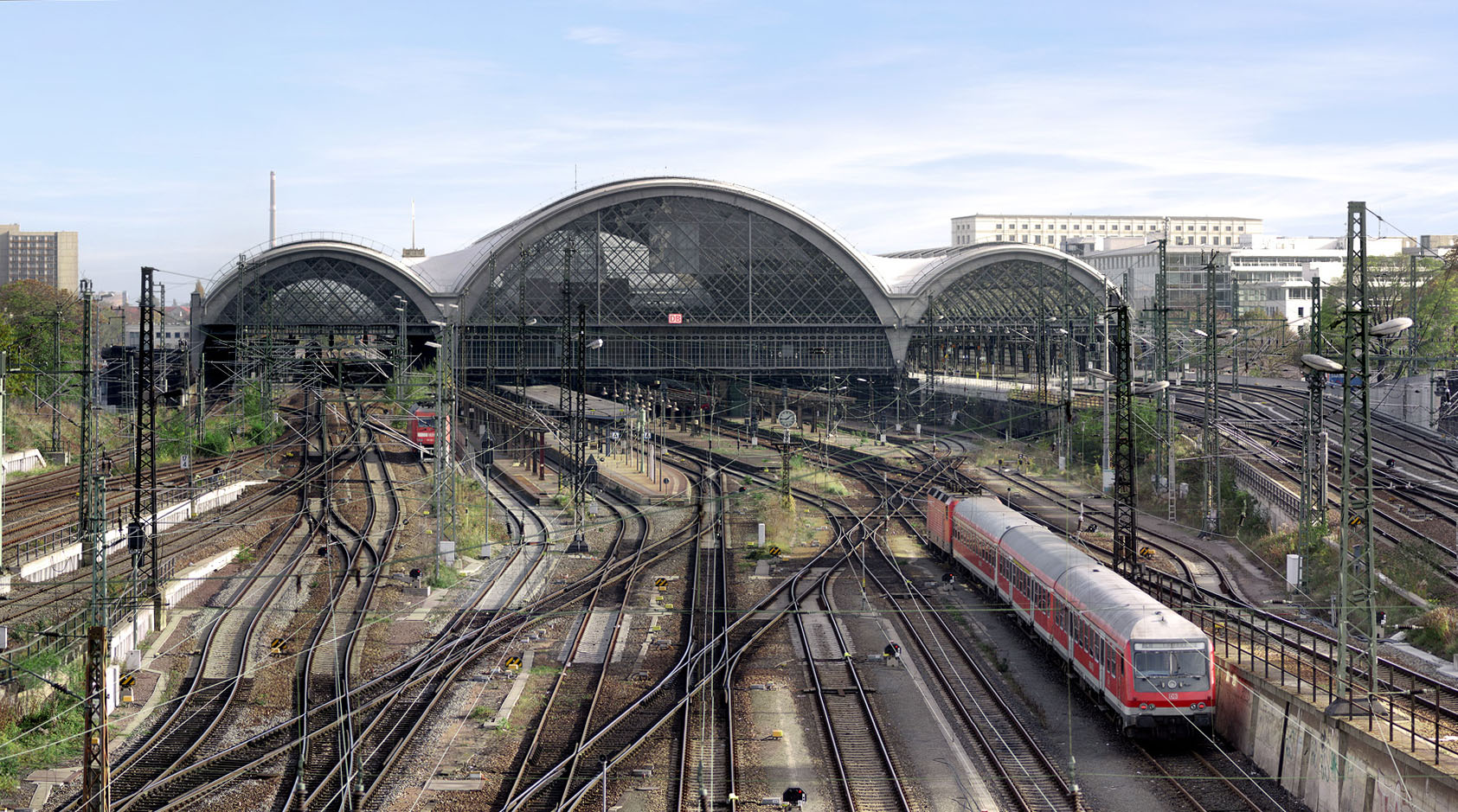
Teil des nordwestlichen Bahnhofkopfes von Dresden Hauptbahnhof
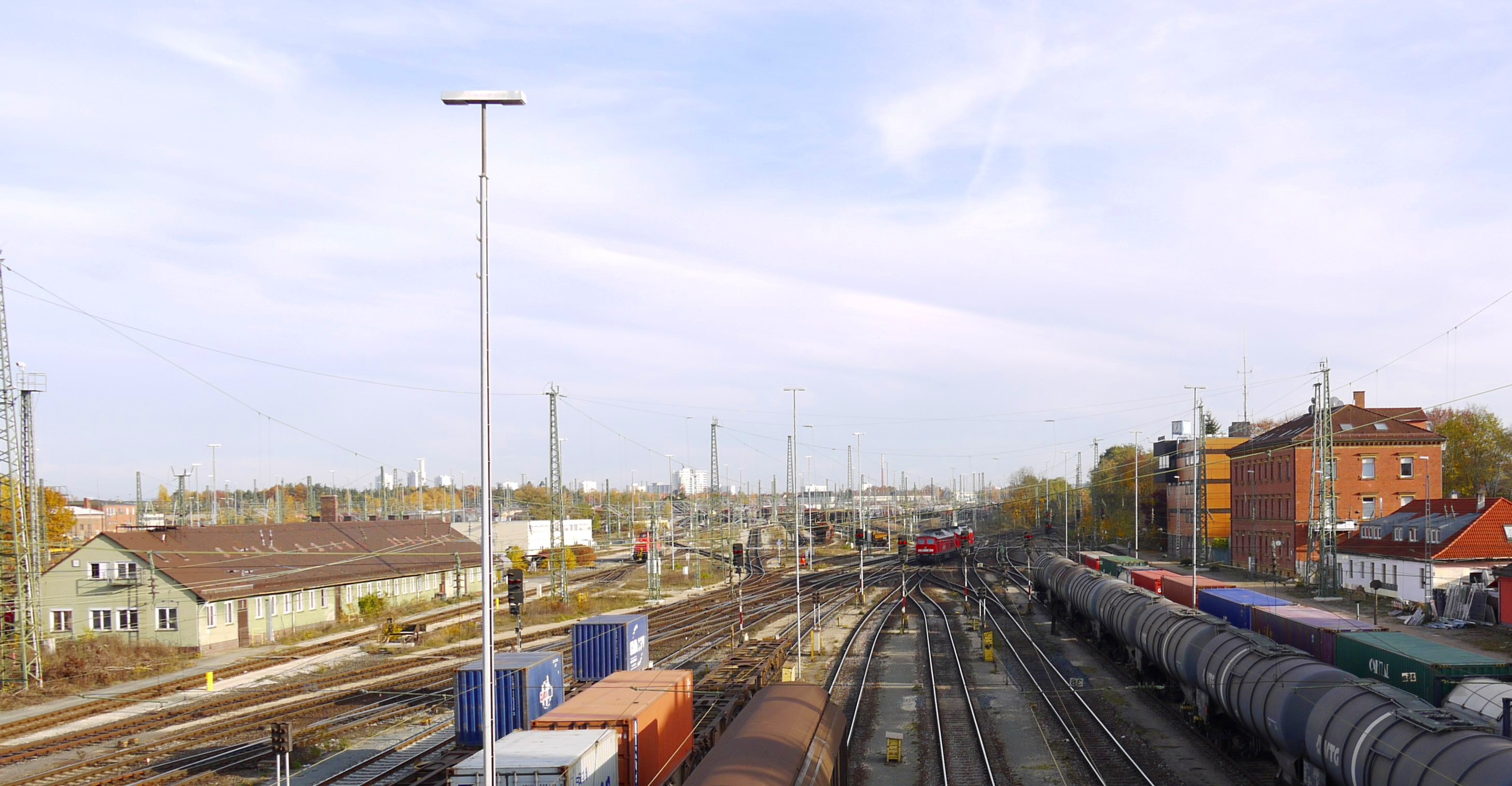
Teil eines Bahnhofkopfes eines Ausfahrbahnhofs von Nürnberg Rangierbahnhof
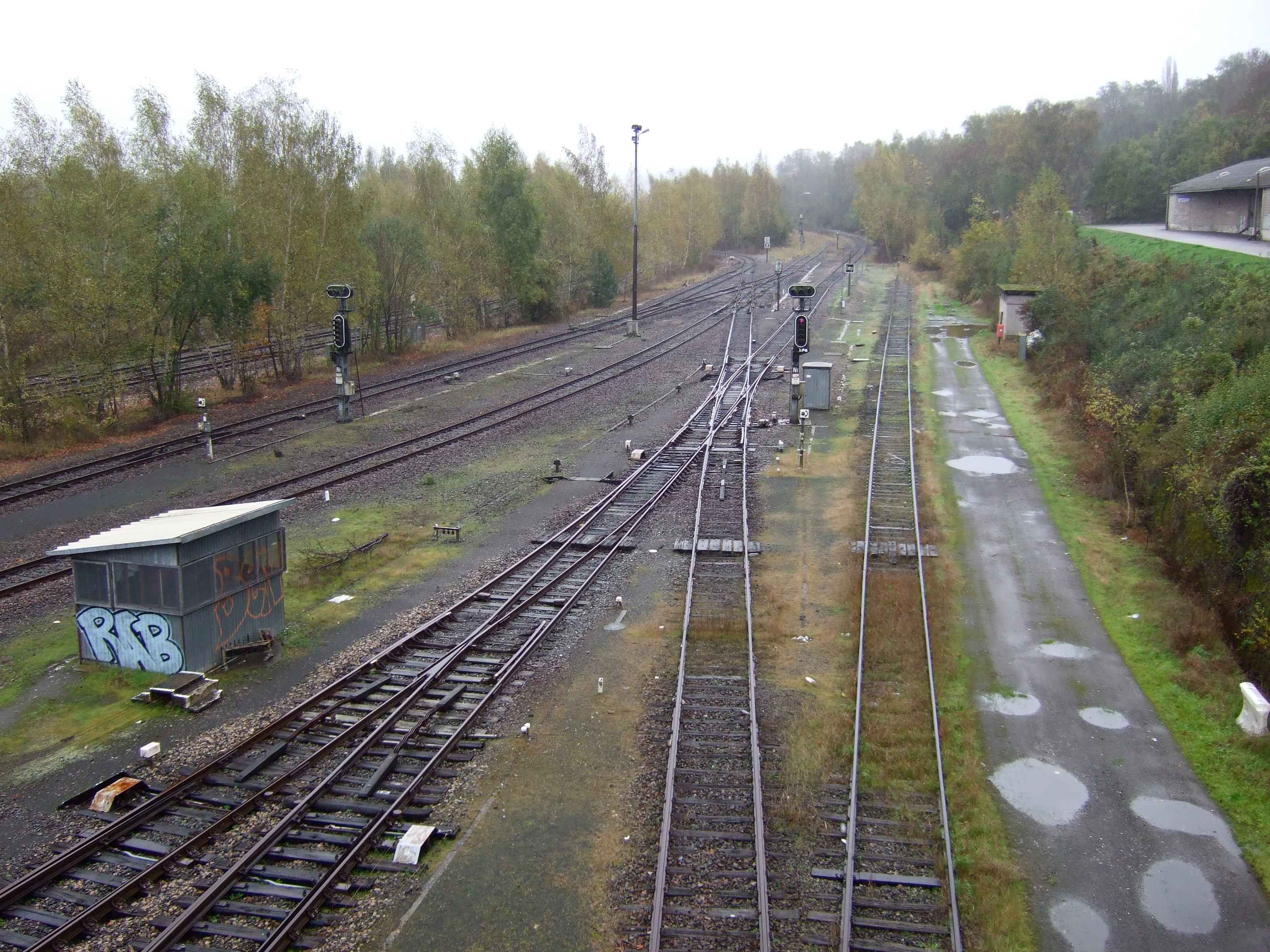
Südlicher Bahnhofskopf Sarreguemines
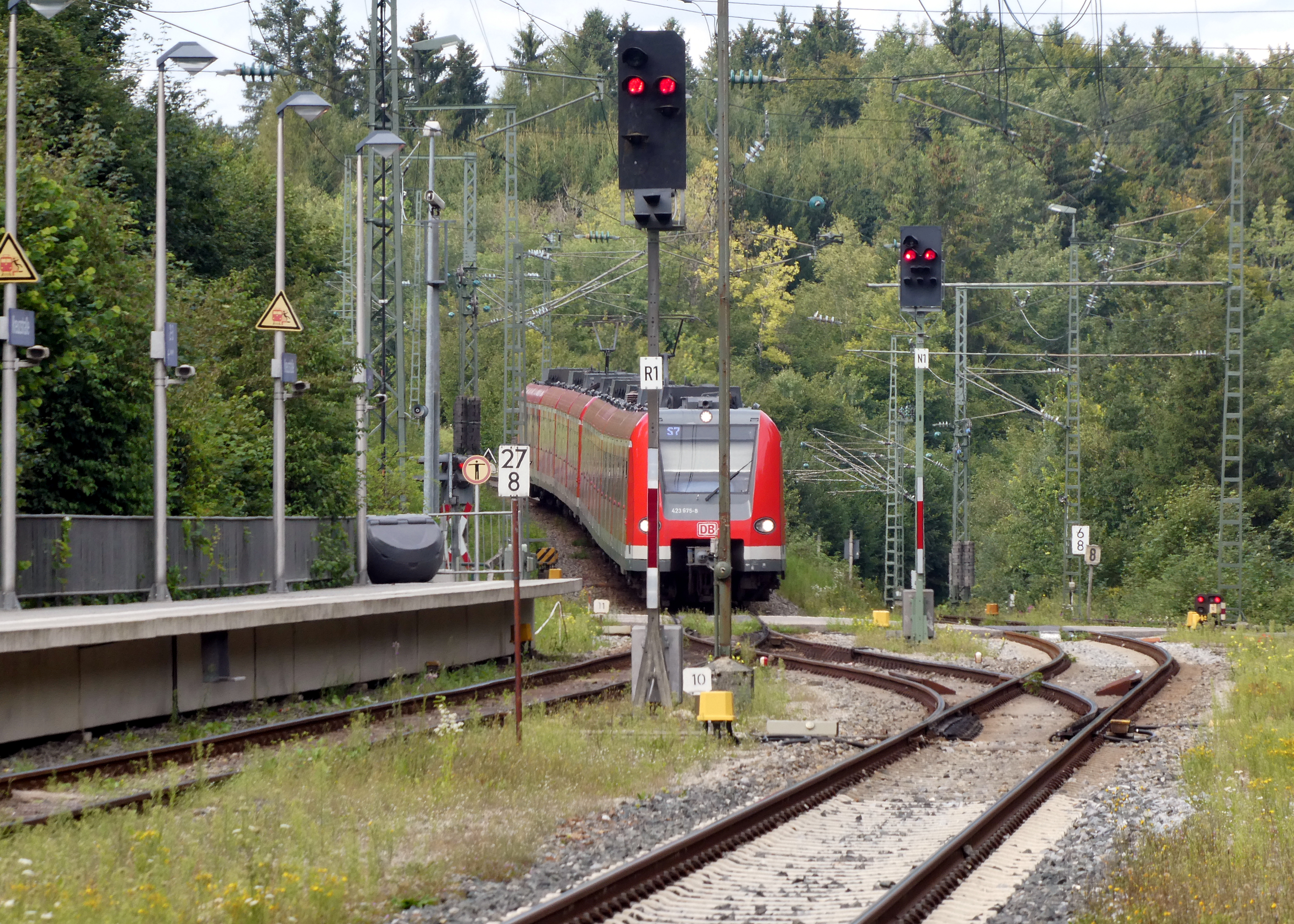
Nordkopf Kreuzstraße
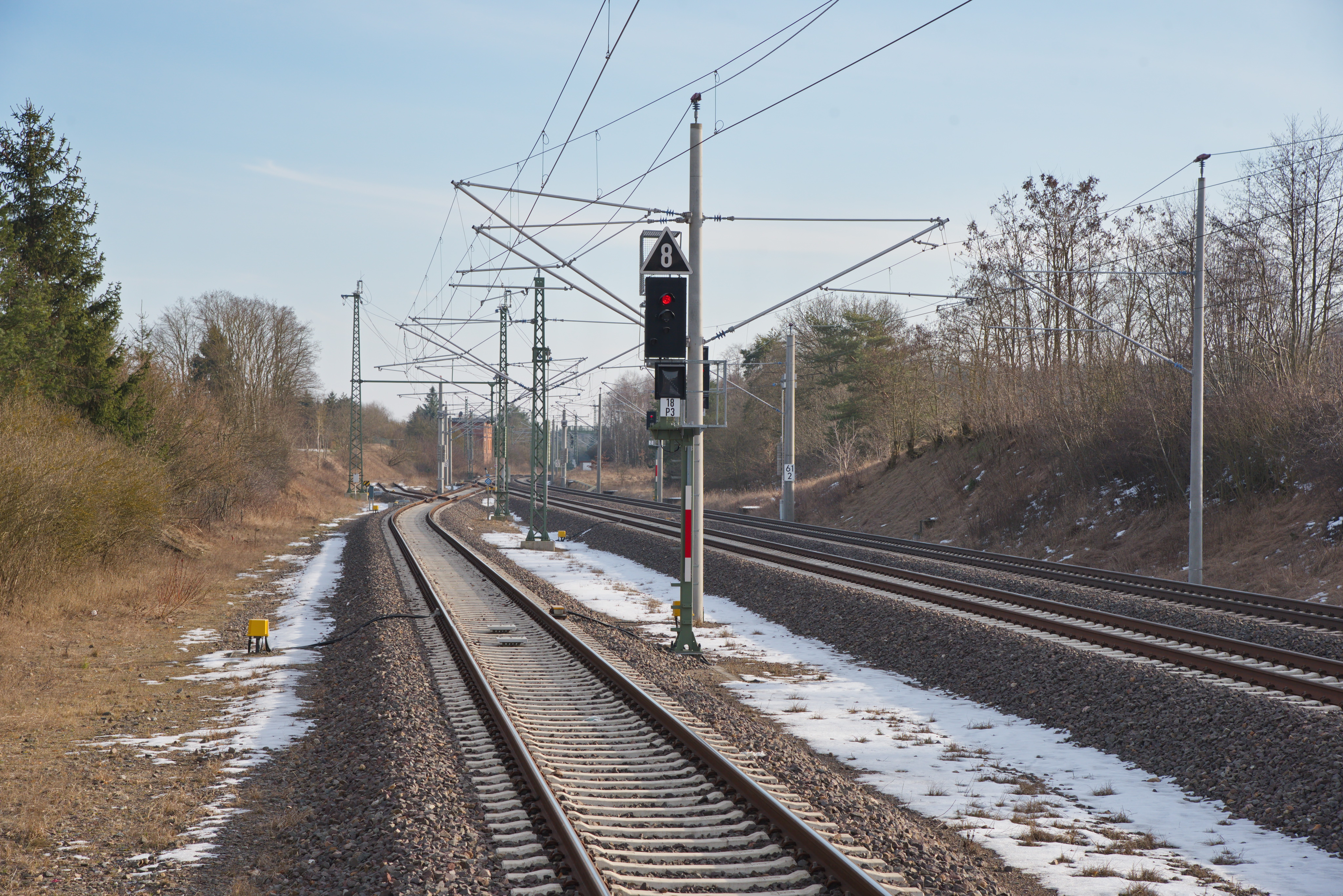
Südkopf Langhagen